# Lee Dixon
Lee Hughes Dixon (Manchester, 17 maart 1964) is een voormalig voetballer, afkomstig uit Engeland. In het begin van zijn carrière speelde hij bij kleinere Engelse clubs, zoals Chester City en Bury F.C. Het meest bekend is hij echter geworden als betrouwbare rechtsback bij Arsenal FC, waar hij vanaf 1988 tot en met 2002 heeft gevoetbald. Daarnaast maakte hij vanaf 1990 tot en met 1998 deel uit van de nationale selectie van Engeland. Tegenwoordig werkt hij als expert bij de BBC om daar commentaar te geven. Ook schrijft hij columns voor de site van de omroep. Vanaf 2018, editie FIFA 19, was hij als commentator actief voor de computerspelserie FIFA.Voor FIFA 22 werd hij vervangen door Steward Robson.

## Clubcarrière
In 1982 kwam Lee Dixon te voetballen bij Burnley F.C., dat toen speelde in de Second Division. Het voetbal maakte deel uit van zijn middelbaar beroepsonderwijs. Tot 1984 zou Dixon bij de selectie van Burnley blijven horen, maar hij kwam slechts vier keer in actie. Zijn debuut in het professionele voetbal was op 10 mei 1983 tegen de Queens Park Rangers. Om meer ervaring op te doen vertrok hij op 16 februari 1984 naar Chester City. Daarmee eindigde hij aan het einde van het seizoen 1983/1984 helemaal onderaan de ladder van het Engelse professionele voetbal. De club werd namelijke 24ste en laatste in de Fourth Division. Daarna zou hij nog één seizoen voor Chester spelen. In totaal heeft Dixon 57 wedstrijden voor de club gespeeld. Daarin scoorde hij één keer. Daarna vertrok hij naar Bury F.C. Daardoor kwam hij op een iets hoger niveau te spelen, namelijk in de Third Division. Bij Bury was Lee Dixon in goede vorm en speelde op één wedstrijd na in alle competitiewedstrijden van dat seizoen mee. Bury eindigde op de twintigste plek in de competitie, waardoor het maar net niet degradeerde. Door zijn goede spel verdiende Dixon echter opnieuw een transfer naar een club op een hoger niveau. Voor Bury F.C. speelde hij 45 wedstrijd en scoorde daarin vijf doelpunten. Op 18 juli 1986 tekende Lee Dixon een contract bij Stoke City. Die club speelde toen in de Second Division, het tweede niveau van het Engelse voetbal. Daarmee eindigde hij twee keer in de middenmoot van de competitie. Hij maakte een solide indruk, waardoor tijdens de winterstop van het seizoen 1987/1988 voor het eerst een club van het hoogste niveau hem besloot over te nemen. Dat was meteen een topclub. Voor Stoke City speelde Lee Dixon 71 wedstrijden. Vijf keer lukte het hem om een inzet de doellijn te laten passeren.

### Arsenal
In 1988 trok Arsenal Lee Dixon aan als vervanger van de naar Manchester United vertrokken Viv Anderson. Hij verkreeg echter niet direct een basisplaats, omdat Nigel Winterburn als rechtsback ging spelen en Kenny Sansom linksback. Toch speelde Dixon nog zes keer voor dat het einde van het seizoen 1987/1988 een feit was. Toen Kenny Sansom in de zomer daarna vertrok naar Newcastle United, ging Winterburn weer op zijn oude plaats van linksachter spelen, waardoor er een basisplaats vrij kwam voor Dixon als rechtsachter. Sindsdien was Dixon een vaste waarde voor Arsenal en maakte hij triomfen mee met de club. Samen met Winterburn, Tony Adams, David O'Leary en Steve Bould vormde hij een vijfmansverdediging, wat nieuw was. Normaal werd er namelijk met vier spelers in de verdediging gespeeld. Doordat de verdediging van Arsenal zo goed stond, werd al meteen in het eerste volle seizoen van Dixon bij de club het landskampioenschap behaald. Ook was Dixons bijdrage in de aanval van belang. Hij ondersteunde degene die rechtsbuiten stond met offensieve impulsen. Daarnaast was hij een tijdlang de vaste strafschoppennemer van Arsenal.
Een perfect voorbeeld van de aanvallende krachten van Dixon was hoe de eerste landstitel met hem bij Arsenal werd gewonnen. Op de laatste speeldag maakte de Londense club en Liverpool F.C. nog kans op de titel. Uitgerekend deze twee teams moesten het toen tegen elkaar opnemen. Als Arsenal nog kampioen zou willen worden, moest het met minstens twee doelpunten verschil winnen. Tot de 90ste minuut stond het 1-0 voor Arsenal. Dixon was echter nog niet van plan om het op te geven. Hij gaf een lange bal op de vrijstaande Alan Smith, die op zijn beurt een assist gaf op Michael Thomas. Die scoorde de 2-0, waardoor Arsenal voor het eerst sinds 1971 weer kampioen van Engeland werd.
Alhoewel Arsenal het seizoen daarop geen kampioen werd, was er wel persoonlijk succes voor Lee Dixon. In 1990 werd hij namelijk voor het eerst opgeroepen voor het nationale elftal van Engeland. Ondertussen bleef Dixon prijzen winnen met Arsenal. Tot en met het seizoen 2000/2001 bleef Lee Dixon een vaste kracht bij Arsenal. Zijn laatste seizoen was een jaar later. Toen kwam de Kameroener Lauren Etame Mayer namelijk steeds meer in actie. In totaal speelde Lee Dixon 458 competitiewedstrijden voor Arsenal. Daarin scoorde hij 24 doelpunten.

## Interlandcarrière
Op 25 april 1990 maakte Dixon zijn debuut voor het nationale Engels voetbalelftal. Dit was in een wedstrijd tegen Tsjechoslowakije. Tot en met 1993 was Dixon een vaste waarde voor het Engels elftal. Tegen San Marino speelde hij zijn 21ste interland. De wedstrijd werd met 7-1 gewonnen, maar desondanks werd kwalificatie voor het WK 1994 niet behaald. Daardoor werd Terry Venables de nieuwe bondscoach van Engeland. Hij probeerde andere spelers als rechtsback en uiteindelijk was het Gary Neville van Manchester United die de vaste rechtsachter van het nationale elftal werd. Dixon speelde daarna nog maar één interland. Dit was tegen het Frans voetbalelftal. Het enige doelpunt dat hij voor zijn vaderland maakte, was in 1991 tegen Ierland. Dixon zou deel uitmaken van het team dat Engeland zou vertegenwoordigen op het EK 1992. Door een blessure moest hij echter verstek laten gaan. Doordat Engeland zich niet plaatste voor het WK dat daarop volgde en Dixon daarna niet meer opgenomen werd bij de selecties van Engeland, maakte hij nooit een eindtoernooi mee.
| Interlands van Lee Dixon voor Engeland | Interlands van Lee Dixon voor Engeland | Interlands van Lee Dixon voor Engeland | Interlands van Lee Dixon voor Engeland | Interlands van Lee Dixon voor Engeland | Interlands van Lee Dixon voor Engeland |
| №                                      | Datum                                  | Wedstrijd                              | Uitslag                                | Competitie                             | Goals                                  |
| Als speler van Arsenal                 | Als speler van Arsenal                 | Als speler van Arsenal                 | Als speler van Arsenal                 | Als speler van Arsenal                 | Als speler van Arsenal                 |
| -------------------------------------- | -------------------------------------- | -------------------------------------- | -------------------------------------- | -------------------------------------- | -------------------------------------- |
| 1                                      | 25.04.1990                             | Engeland – Tsjecho-Slowakije           | 4 – 2                                  | Vriendschappelijk                      | 0                                      |
| 2                                      | 12.09.1990                             | Engeland – Hongarije                   | 1 – 0                                  | Vriendschappelijk                      | 0                                      |
| 3                                      | 17.10.1990                             | Engeland – Polen                       | 2 – 0                                  | EK-kwalificatie                        | 0                                      |
| 4                                      | 14.11.1990                             | Ierland – Engeland                     | 1 – 1                                  | EK-kwalificatie                        | 0                                      |
| 5                                      | 06.02.1991                             | Engeland – Kameroen                    | 2 – 0                                  | Vriendschappelijk                      | 0                                      |
| 6                                      | 27.03.1991                             | Engeland – Ierland                     | 1 – 1                                  | EK-kwalificatie                        | Goal                                   |
| 7                                      | 01.05.1991                             | Turkije – Engeland                     | 0 – 1                                  | EK-kwalificatie                        | 0                                      |
| 8                                      | 25.05.1991                             | Engeland – Argentinië                  | 2 – 2                                  | Vriendschappelijk                      | 0                                      |
| 9                                      | 11.09.1991                             | Engeland – Duitsland                   | 0 – 1                                  | Vriendschappelijk                      | 0                                      |
| 10                                     | 16.10.1991                             | Engeland – Turkije                     | 1 – 0                                  | EK-kwalificatie                        | 0                                      |
| 11                                     | 13.11.1991                             | Polen – Engeland                       | 1 – 1                                  | EK-kwalificatie                        | 0                                      |
| 12                                     | 25.03.1992                             | Tsjecho-Slowakije – Engeland           | 2 – 2                                  | Vriendschappelijk                      | 0                                      |
| 13                                     | 09.09.1992                             | Spanje – Engeland                      | 1 – 0                                  | Vriendschappelijk                      | 0                                      |
| 14                                     | 14.10.1992                             | Engeland – Noorwegen                   | 1 – 1                                  | WK-kwalificatie                        | 0                                      |
| 15                                     | 18.11.1992                             | Engeland – Turkije                     | 4 – 0                                  | WK-kwalificatie                        | 0                                      |
| 16                                     | 17.02.1993                             | Engeland – San Marino                  | 6 – 0                                  | WK-kwalificatie                        | 0                                      |
| 17                                     | 31.03.1993                             | Turkije – Engeland                     | 0 – 2                                  | WK-kwalificatie                        | 0                                      |
| 18                                     | 28.04.1993                             | Engeland – Tsjecho-Slowakije           | 2 – 2                                  | WK-kwalificatie                        | 0                                      |
| 19                                     | 02.06.1993                             | Noorwegen – Engeland                   | 2 – 0                                  | WK-kwalificatie                        | 0                                      |
| 20                                     | 09.06.1993                             | Verenigde Staten – Engeland            | 2 – 0                                  | Vriendschappelijk                      | 0                                      |
| 21                                     | 17.11.1993                             | San Marino – Engeland                  | 1 – 7                                  | WK-kwalificatie                        | 0                                      |
| 22                                     | 10.02.1999                             | Engeland – Frankrijk                   | 0 – 2                                  | Vriendschappelijk                      | 0                                      |

## Erelijst
- First Division/Premier League: 1989, 1991, 1998, 2002 (Arsenal)
- Charity Shield: 1991, 1998, 1999 (Arsenal)
- League Cup: 1993 (Arsenal)
- FA Cup: 1993, 1998, 2002 (Arsenal)
- Beker voor Bekerwinnaars: 1994 (Arsenal)
- Vice-kampioen Beker voor Bekerwinnaars: 1995 (Arsenal)
- Vice-kampioen UEFA Cup: 2000 (Arsenal)